# 詹姆士·戴維斯

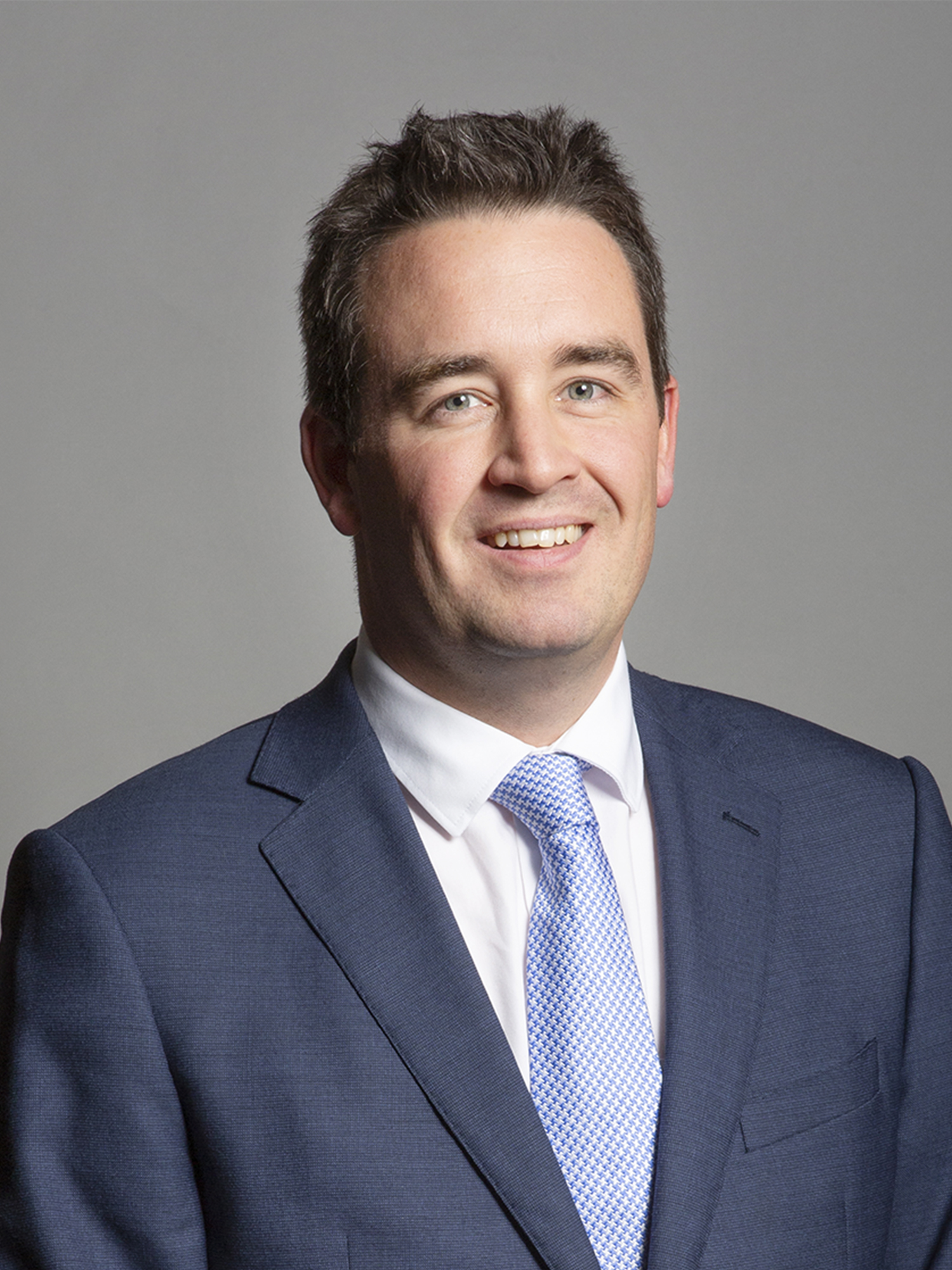

詹姆士·戴維斯（英語：James Davies，1980年2月27日—）是一位威爾斯政治人物，他的黨籍是保守黨。自2015年開始，他擔任克盧伊德谷選區選出的英國下議院議員。他出生在聖亞薩，已經結婚並有一個兒子。